# 金虎尾
金虎尾（学名：Malpighia coccigera），又名刺葉黃褥花、櫟葉櫻桃，是金虎尾屬中的一种植物，原产於加勒比地区。

## 特征

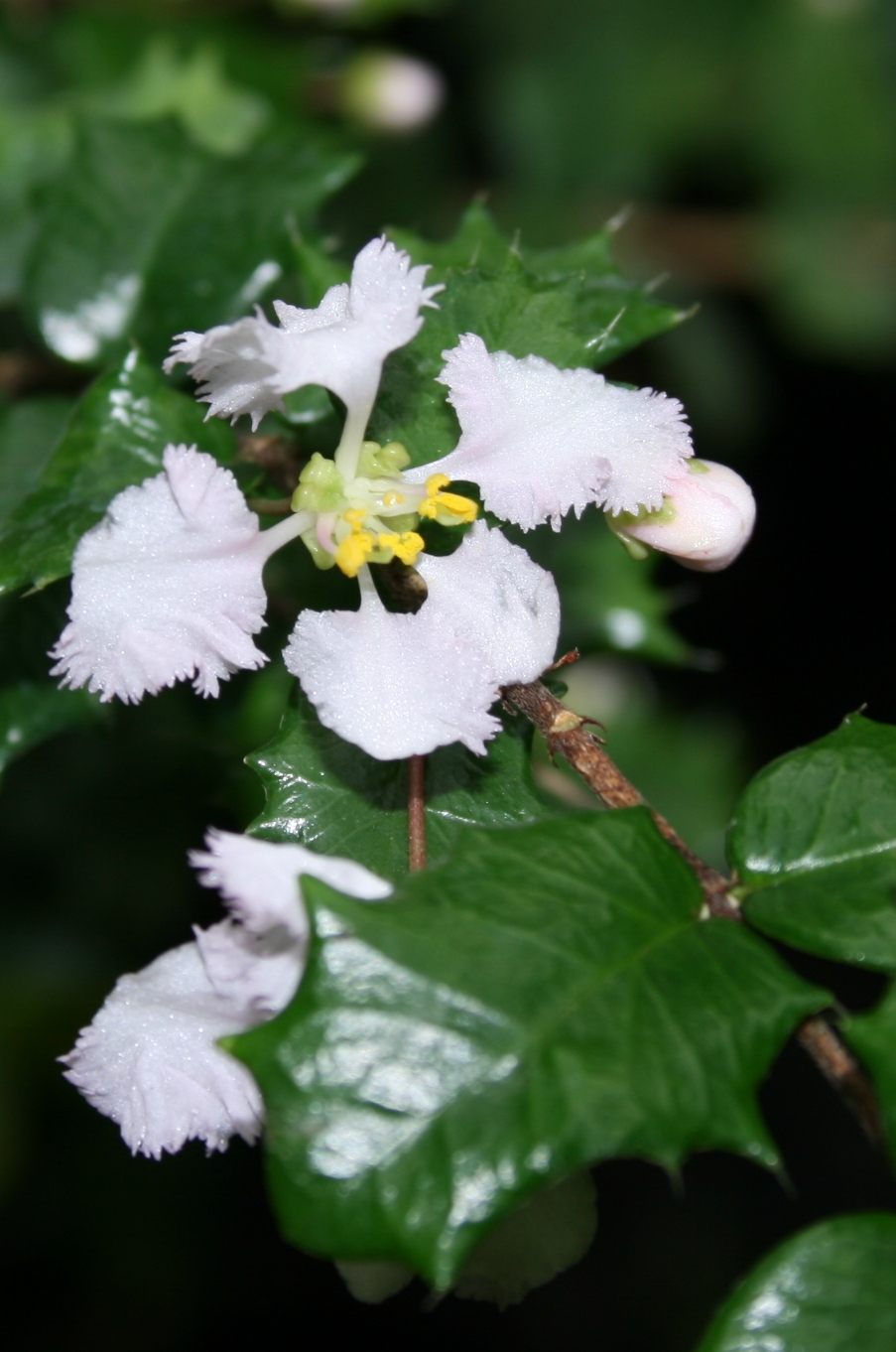
金虎尾花

直立灌木，株高0.9－1米，冠幅0.6－1.5米，嫩枝覆有乳突小毛，老枝无毛；叶对生，革质，表面光滑，正面绿色，背面苍白色或淡褐色，长0.6－2厘米，宽0.5－1.5厘米，卵圆形或倒卵形，叶缘有疏刺齿缺，基部钝圆，似冬青叶，叶柄长0.5－1毫米，托叶针状，长约1毫米；花两性，左右对称，纤小，开始淡红、淡粉或淡紫色，後变为白色，直径12－20毫米，花瓣5，每片长约8毫米，具长柄，多褶皱，边缘有小齿，有时有龙骨，组成腋生的聚伞花序，或单生於叶腋，花期夏秋；花梗纤细，四棱柱形，比叶长，中部以下具节，有小苞片2枚；萼5深裂，长卵圆形，外有大腺体2枚，基部与花梗相连处覆有疏毛；雄蕊10，长度为花瓣的一半，花丝下部合生；子房无毛，花柱分离，3枚，但仅2枚发育，弯曲，柱头膨大；果实为一核果，球形，深红色，直径8－15毫米，果期秋冬。
金虎尾被USDA列入耐寒性第10B至11类。虫害包括线虫、介壳虫和螨。
喜半阴，需水量适中，可在夏季以嫩枝扦插或种子繁殖。观赏植物，可制作盆景。